# Barbara Kral-Olsza
Barbara Kral-Olsza (ur. 27 lipca 1948 w Katowicach) – polska tenisistka oraz trenerka.
Pięciokrotna mistrzyni Polski w grze pojedynczej (1969, 1972–1974, 1976). W singlu zdobyła też cztery tytuły halowej mistrzyni Polski (1972–1973, 1976, 1979) oraz cztery tytuły międzynarodowej mistrzyni Polski (1972-1974, 1976). Ponadto w deblu zdobyła osiem tytułów mistrzyni Polski (1967 i 1969 z Alicją Zdunówną, 1970 i 1972–1974 z Barbarą Włochowicz, 1978 z Jolantą Rozalą, 1979 z Danutą Szwaj) oraz cztery tytuły międzynarodowej mistrzyni Polski (1973–1974 i 1976 z Barbarą Włochowicz, 1979 z Danutą Szwaj) a w mikście trzy tytuły mistrzyni Polski (1970 z Piotrem Jamrozem, 1973 i 1976 z Tadeuszem Nowickim), W sumie zdobyła 29 tytułów mistrzyni Polski. W 1979 zakończyła karierę, po której została trenerką oraz pracownikiem naukowym. Była m.in. kapitanem reprezentacji Polski w Pucharze Federacji (1986 i 1995). Jest doktorem nauk o kulturze fizycznej (2005 na podstawie pracy Weryfikacja oraz identyfikacja zależności między zmiennymi modeli selekcji sportowej młodych tenisistów). W 2021 odznaczona Krzyżem Kawalerskim Orderu Odrodzenia Polski.
Żona piłkarza Lechosława Olszy (ślub w 1976), matka tenisistki Aleksandry Olszy.